# Hubert Elsässer
Pour les articles homonymes, voir Elsässer.
Hubert Elsässer (né le 14 juin 1934 à Wurtzbourg - mort le 23 septembre 2009 à Munich) est un sculpteur allemand qui vit à Gröbenzell près de Munich. 

## Biographie
Elsässer  a étudié de 1955 à 1961 à l'Académie des beaux-arts de Munich où il a été l'élève de Josef Henselmann. De 1959 à 1961, il a reçu une bourse de la Studienstiftung des deutschen Volkes.
De 1962 à 1963, il a poursuivi des études à l'École nationale supérieure des beaux-arts à Paris.
En 1964 et 1965 il a été en résidence à la Villa Massimo à Rome.
En 1984 il a reçu le Schwabinger Kunstpreis (prix artistique de Schwabing).

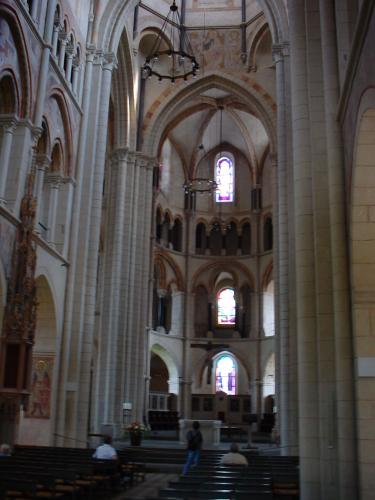
Nef centrale de la cathédrale de  Limburg, 1976
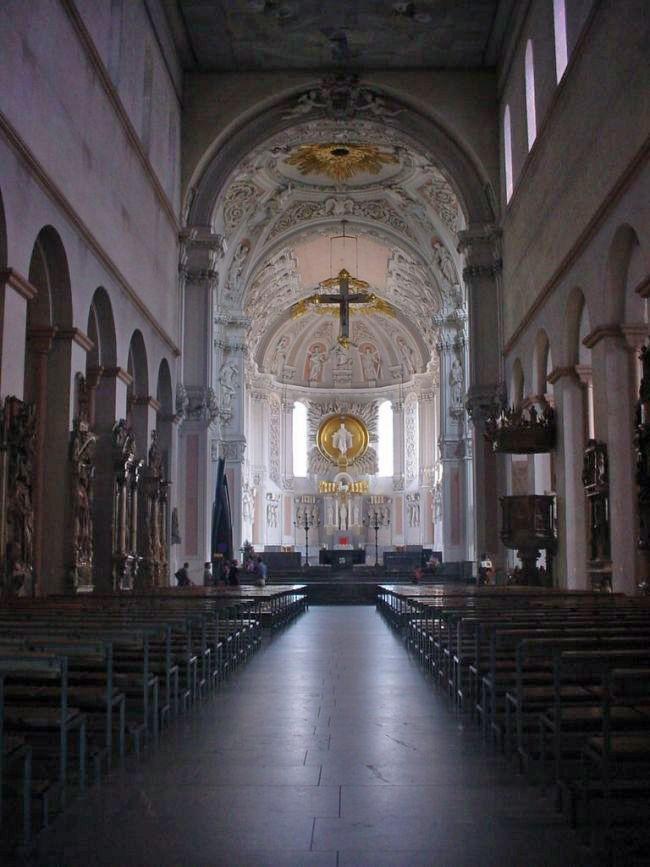
Intérieur de la cathédrale St. Kilian à Wurtzbourg, 1988